# William Blathwayt
Pour les articles homonymes, voir Blathwayt.
William Blathwayt (ou Blathwayte) (1649-16 août 1717 ) est un diplomate anglais, un fonctionnaire et un homme politique whig qui siège à la Chambre des communes anglaise et britannique entre 1685 et 1710. Il établit le War Office en tant que département du gouvernement britannique et joue un rôle important dans l'administration des colonies anglaises (plus tard britanniques) d'Amérique du Nord.

## Biographie
Il est baptisé dans la paroisse de St Martin-in-the-Fields à Londres le 2 mars 1649, fils unique de William Blathwayt, avocat du Middle Temple, et de son épouse Anne Povey, fille de Justinian Povey de Hounslow, Middlesex, qui est comptable général de la reine Anne de Danemark. Il est né dans une famille aisée de marchands et d'avocats protestants. En 1665, il est admis au Middle Temple .
Il rejoint le service diplomatique en 1668 lorsque son oncle Thomas Povey (en), un avocat influent de Londres, lui trouve un poste de greffier de l'ambassade d'Angleterre à La Haye. En 1672, il est greffier d'ambassade à Copenhague et Stockholm. De 1672 à 1673, il voyage en Suède, en Allemagne, en Italie, en Suisse et en France et au cours de sa tournée, il étudie à l'Université de Padoue .
Il retourne à Londres au début des années 1670 et est secrétaire adjoint au commerce et aux colonies de 1675 à 1679. Il devient greffier du Conseil privé extraordinaire en 1678 et en 1679, il est promu secrétaire au commerce et aux colonies. Toujours en 1679, il est considéré «comme une personne très en cour» comme assistant du secrétaire du conseil, étant fortement impliqué dans l'administration des colonies anglaises en Amérique du Nord. En 1680, il devient le premier arpenteur et vérificateur général des revenus royaux en Amérique. Il devient sous-secrétaire d'État (nord) en 1681 jusqu'à ce qu'il obtienne par achat à Matthew Locke en 1683 le poste de secrétaire à la guerre qu'il occupe jusqu'en février 1689. Son rôle de secrétaire à la guerre n'est à l'origine que le rôle de secrétaire du Commandant en chef de l'armée britannique, mais sous Blathwayt, le mandat du secrétaire est considérablement élargi pour englober tous les domaines de l'administration de l'armée. Il installe effectivement le War Office en tant que ministère du gouvernement, bien qu'il n'ait que très peu contribué à la conduite effective des guerres. Les questions de politique stratégique en temps de guerre sont gérées par les départements du Nord et du Sud (respectivement prédécesseurs du Foreign Office et du Home Office d'aujourd'hui) .
Aux Élections générales anglaises de 1685, il est élu député de Newtown sur présentation du gouvernement. Il n'est pas actif au Parlement et est nommé à une seule commission pour examiner les comptes de dissolution .
En octobre 1686, il devient greffier du Conseil privé ordinaire. Il est le secrétaire de la Commission du Commerce et devient en fait le sous-secrétaire colonial. C'est à ce titre qu'il devient une figure clé des affaires américaines. Il est chargé d'établir la charte de la colonie de la Province de la baie du Massachusetts, le prédécesseur de l'État du Massachusetts. Il fait beaucoup pour promouvoir le commerce en Amérique et dans les Caraïbes, promouvant la traite des esclaves et bénéficiant considérablement des cadeaux et pots-de-vin reçus à son bureau (comme c'était la pratique habituelle à son époque). Son ascension est notée par plusieurs de ses contemporains; le diariste John Evelyn le félicite comme "très habile dans les affaires" et comme quelqu'un qui s'est "élevé par son industrie dans des circonstances très modérées" . Le 23 décembre 1686, il épouse Mary Wynter, fille de John Wynter de Dyrham Park .

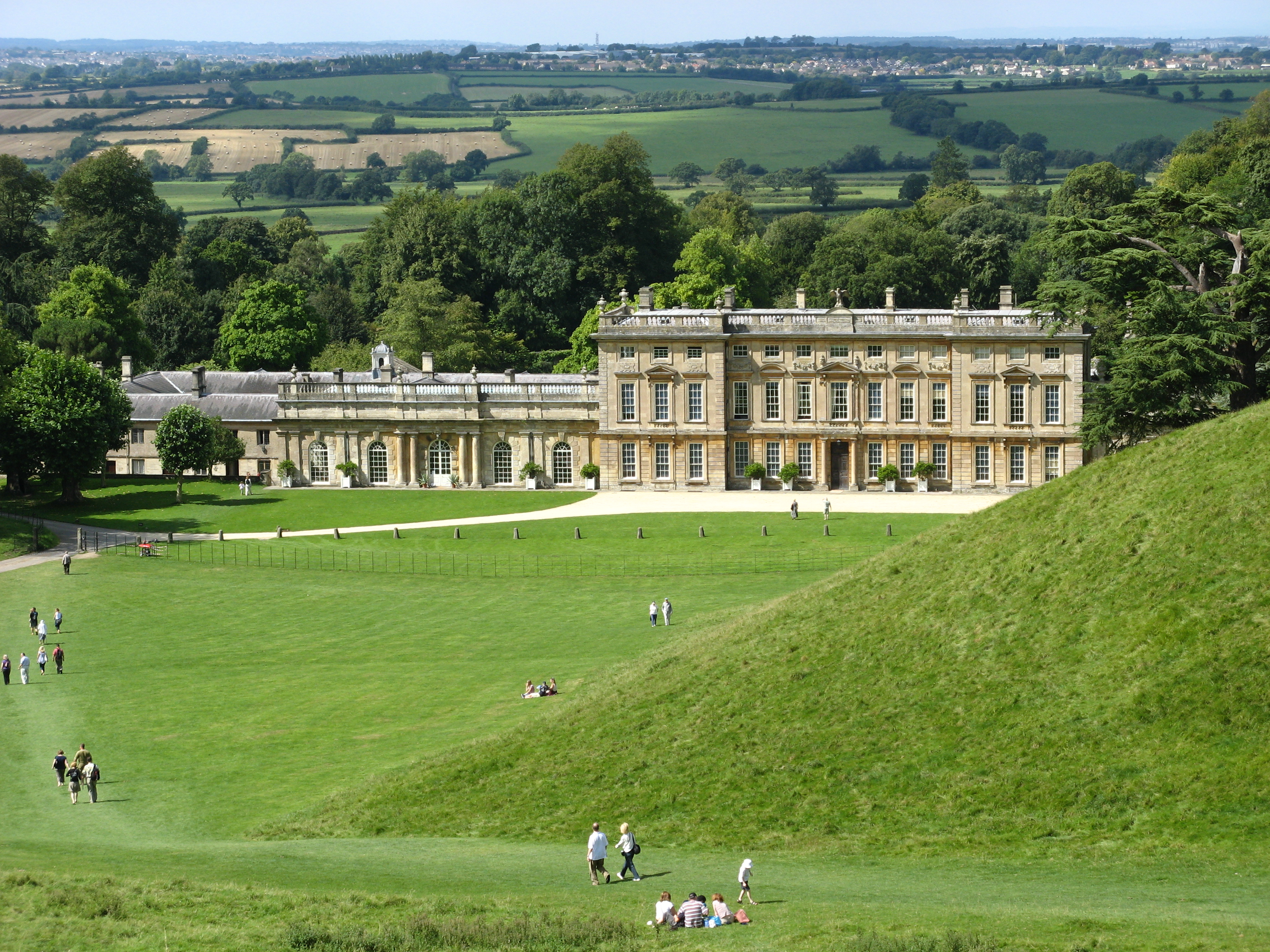
Dyrham Park

Il est témoin de l'accusation lors du procès des sept évêques (en) en 1688 et il perd le poste politiquement sensible de secrétaire de guerre après la Glorieuse Révolution. Il est rétabli au poste en mai 1689 et se maintient jusqu'en 1704 .
Il est réélu en tant que député whig de Bath en 1693 et occupe le siège jusqu'en 1710. Il est nommé Lord du commerce en 1696, occupant le poste jusqu'en 1707 .
Il se retire à Dyrham en 1710 (sa femme est décédée en 1691). Il y reste jusqu'à sa mort le 16 août 1717 et est enterré dans le cimetière local .

## Collection d'art
Il s'est construit une grande maison de maître à Dyrham Park près de Bristol, qu'il a décorée avec de nombreux vieux maîtres hollandais et de somptueux tissus et meubles . Ses descendants vendent une grande partie de sa collection d'art en 1765, mais certaines des peintures sont rachetées ou restent à Dyrham Park ,.